# Aeroportul Crooked Creek
Aeroportul Crooked Creek (IATA: CKD, ICAO: PACJ, FAA LID: CJX) este un aeroport din Alaska, Statele Unite ale Americii. Aeroportul a fost tranzitat în 2019 de 928 de pasageri.
Situat la o altitudine de 54 m, aeroportul dispune de 1 pistă.

## Infrastructură

### Piste
Aeroportul dispune de o singură pistă. Pista are orientarea 13/31. 